# Kikio
Kikio ist ein Verwaltungsbezirk (englisch Ward) des Distrikts Ikungi in der tansanischen Region Singida.

## Geografie
Kikio ist ein Bezirk im nördlichen Zentralteil von Tansania etwa 40 Kilometer Luftlinie südöstlich der Regionshauptstadt Singida. Bei der Volkszählung 2022 lebten 10.725 Menschen in 1977 Haushalten auf einer Fläche von 197 Quadratkilometern.
Der Bezirk grenzt im Norden und im Osten an den Distrikt Singida DC und sonst an Bezirke des Distrikts Ikungi:
| Siuyu  | Mgori                                       |          |
| Mungaa | Kompassrose, die auf Nachbargemeinden zeigt | Mughunga |
|        | Misughaa                                    |          |

## Gliederung
Der Bezirk besteht aus drei Gemeinden (swahili Mtaa) mit 21 Orten (Kitongoji):
| Mkunguakihenda - Mkunguakihendo - Kikio - Sinbikwa | Mnane - Mdaa - Madume - Maghumee - Nkuhi - Kitiu - Mahuma - Kitungului - Mankumbi - Mitoghoo - Gholota - Sira - Mutumbu | Nkundi - Azimio - Kagera - Dodoma - Ntunduru - Mwituni - Isanja |

## Wirtschaft und Infrastruktur
- Landwirtschaft: Die Böden im Bezirk sind vulkanischen Ursprungs und haben hohes landwirtschaftliches Potenzial. Es werden 11.000 Rinder, 7000 Ziegen, 3000 Schafe und 25.000 Hühner gehalten (Stand 2016).[8]
- Bildung: Die Mkunguakihendo Secondary School ist eine staatliche weiterführende Tagesschule mit einer Ausbildung bis zur 4. Stufe.[9]
- Gesundheit: In der Gemeinde Mnane befindet sich eine staatliche Apotheke.[10]